# ساباط رشتی‌ها و خانه مجاور
ساباط رشتیها و خانه مجاور مربوط به دوره صفوی - دوره قاجار است و در اصفهان، خیابان چهارباغ پائین، حد فاصل چهارراه تختی و میدان امام حسین، کوچه رشتیها، پلاک ۳ واقع شده و این اثر در تاریخ ۱۳ خرداد ۱۳۸۶ با شمارهٔ ثبت ۱۹۲۲۲ به‌عنوان یکی از آثار ملی ایران به ثبت رسیده است.